# Manuel Castilla Brito
Manuel Castilla Brito (aunque en otras fuentes "Castilla Brito") (26 de noviembre de 1872 en San Francisco de Campeche, México - 13 de noviembre de 1942, Santiago de Cali, Colombia) fue un militar mexicano que participó en la Revolución mexicana. 
Se levantó en armas contra la dictadura de Porfirio Díaz, de acuerdo con José María Pino Suárez, Arcadio Zentella Priego y Manuel Sánchez Mármol. 
Fue gobernador de su estado durante la presidencia de Francisco I. Madero; Aunque en un principio reconoció a Victoriano Huerta, a los pocos meses se incorporó a las filas constitucionalistas, donde alcanzó el grado de General  Brigadier.
Fue hijo del hacendado Marcelino Castilla, quien fue gobernador de Campeche de 1877 a 1880, y de doña Rosario Brito. Estudió abogacía y en 1902 ocupó los cargos de jefe de la policía de la capital de Campeche, y posteriormente, jefe político de Hecelchakán, cargo al que renunció en 1905 cuando murió el gobernador Luis García Mézquita.
Fundó la sucursal campechana del Partido Democrático, lo que le valió ser procesado y encarcelado por el delito de rebelión. Se unió a la causa maderista desde sus inicios, participando en la organización del mitin de 1909 en que se presentó Madero.
Después del fraude electoral de 1910 y al llamado de Francisco I. Madero, Manuel Castilla Brito inició el movimiento revolucionario en Campeche al mando de 60 hombres, entre ellos había presos prófugos, peones de hacienda, marineros, y pescadores. En su marcha rumbo a la capital del Estado, se le fueron uniendo varios contingentes. 
En mayo de 1911, las fuerzas de Castilla Brito tomaron la ciudad de Champotón. La renuncia del gobernador García Gual, hicieron innecesaria la toma de la capital sin violencia.
En las elecciones efectuadas -donde se enfrentó al exgobernador Carlos Gutiérrez MacGregor, Manuel Castilla Brito resultó triunfante, por el apoyo de Madero y de grandes sectores de la sociedad campechana.
Fue gobernador de Campeche del 16 de septiembre de 1911 al 11 de junio de 1913. Al acto oficial asistieron los propios Francisco I. Madero y José María Pino Suárez.
Durante su gobierno tuve que enfrentar a las fuerzas rebeldes en varias ocasiones, para lo cual reorganizó la Guardia Nacional, el Cuerpo de Rurales y el Batallón "Aquilés Serdán". Fue el primer gobernador revolucionario que estableció escuelas rurales en las fincas de campo.
Cuando fueron asesinados Madero y Pino Suárez, el general Castilla Brito decidió levantarse en armas el 10 de junio de 1913 contra el usurpador Victoriano Huerta. Dirigió los primeros ataques contra las fuerzas federales de Huerta, y el 16 de julio de 1913 dejó el mando de sus tropas y se dirigió a Nueva Orleans para entrevistarse con Don Venustiano Carranza. Al llegar a los Estados Unidos fue encarcelado y después dejado en libertad, de modo que pudo encontrarse con Carranza, aunque no llegaron a ningún acuerdo. Entonces buscó a Francisco Villa, pero finalmente se unió a Maytorena en Sonora. Como estos rompieron con Carranza, Castilla se fue a los Estados Unidos de 1916 a 1922. Quiso en vano regresar a México al amparo de la revuelta delahuertista, pero al final se fue a radicar a Santiago de Cali, Colombia.
Las batallas más importantes que dirigió fueron en la hacienda de Pital, en Sac-Akal en el municipio de Champotón, y en Chunchintoc, donde fue derrotado. El gobierno dejado por Castilla Brito fue dirigido por Felipe Bueno, y después por Manuel Rojas Morano, quien entregó el gobierno al general Manuel Rivera, representante de Victoriano Huerta y que se adjudicó el triunfo sobre los rebeldes.
Más tarde, en 1923, apoyó la rebelión de don Adolfo de la Huerta contra la presidencia del Gral. Plutarco Elías Calles.
Según Carlos J. Sierra, el General Castilla Brito murió en Santiago de Cali, Colombia, donde ejerció su profesión de abogado hasta su muerte en 1942.
Casó con Vicenta MacKinney Huerta, hija del botánico y escritor yucateco Emilio MacKinney Espinosa.